# Gryllopsis flavifrons
Gryllopsis flavifrons är en insektsart som beskrevs av Lucien Chopard 1967. Gryllopsis flavifrons ingår i släktet Gryllopsis och familjen syrsor. Inga underarter finns listade i Catalogue of Life.